# Monolepta kurosawai
Monolepta kurosawai es una especie de insecto coleóptero de la familia Chrysomelidae.
Fue descrita científicamente en 1961 por Chujo & Ohno.